# Bottenviksbågen

Bottenviksbågen i Sverige och Finland.

Bottenviksbågen (finska: Perämerenkaari, engelska: Bothnian Arc) är en gränsregional samarbetsorganisation i Bottenviken, vars verksamhet finansieras av Nordiska ministerrådet. Samarbetet omfattar geografiskt sju[källa behövs] kommuner på den svenska sidan, och fyra regionkommuner, en stad och ett landskapsförbund på den finska. I området bor cirka 710 000 invånare.[källa behövs]

## Medlemmar
- Kemi-Torneå regionkommun
- Uleåborgsbåge regionkommun
- Uleåborgs regionkommun
- Brahestads stad
- Ylivieska regionkommun
- Mellersta Österbottens förbund

- Haparanda kommun
- Kalix kommun
- Bodens kommun
- Luleå kommun
- Piteå kommun
- Skellefteå kommun